# Wil de Bie
Willebrordus Johannes de Bie (Velsen, 27 januari 1934 – Tuitjenhorn, 14 november 2021) was een Nederlandse tekenaar, kalligraaf en keramist.

## Jeugdjaren
Als kind is hij begonnen met tekenen en voelde een constante drang daartoe. In de Tweede Wereldoorlog (1940-1945) was er maar weinig materiaal om te kunnen tekenen. Alles maar dan ook alles werd door hem benut. Elk doosje werd angstvallig bewaard en uitgevouwen om tot tekenondergrond te kunnen dienen. Ook op schaars pakpapier werd getekend.

## Latere jaren
Na een opleiding die totaal niet met zijn creatieve ziel te maken had is hij, op aanraden van een collega, de akte M.O. Tekenen gaan volgen. Na het behalen van zijn akte heeft hij zich toegelegd op de kalligrafie bij Jan Schalkwijk te Haarlem. De weg naar het onderwijs stond nu open en kon hij in het onderhoud van zijn gezin voorzien. Naast het tekenen vatte hij ook een grote liefde op voor het keramiek. Vele tentoonstellingen volgden.
Wil de Bie overleed in 2021 op 87-jarige leeftijd.

## Werk
De Bie maakte bijna uitsluitend pentekeningen van landschappen, dorpen, steden, maar ook kleine dagboektekeningen waarin persoonlijke situaties werden verweven. Een groot deel van zijn Nederlandse tekeningen bevindt zich in de Provinciale Atlas, onderdeel van het Rijksarchief. Een ander aanzienlijk deel is ondergebracht in het Regionaal Archief te Alkmaar. Een aantal van 73 van zijn Franse tekeningen bevindt zich in het Musée des Beaux-Arts de Gailac, waar hij na zijn pensionering lange perioden heeft doorgebracht. Zijn keramiek werd aangekocht door een groot aantal particulieren.

## Galerij

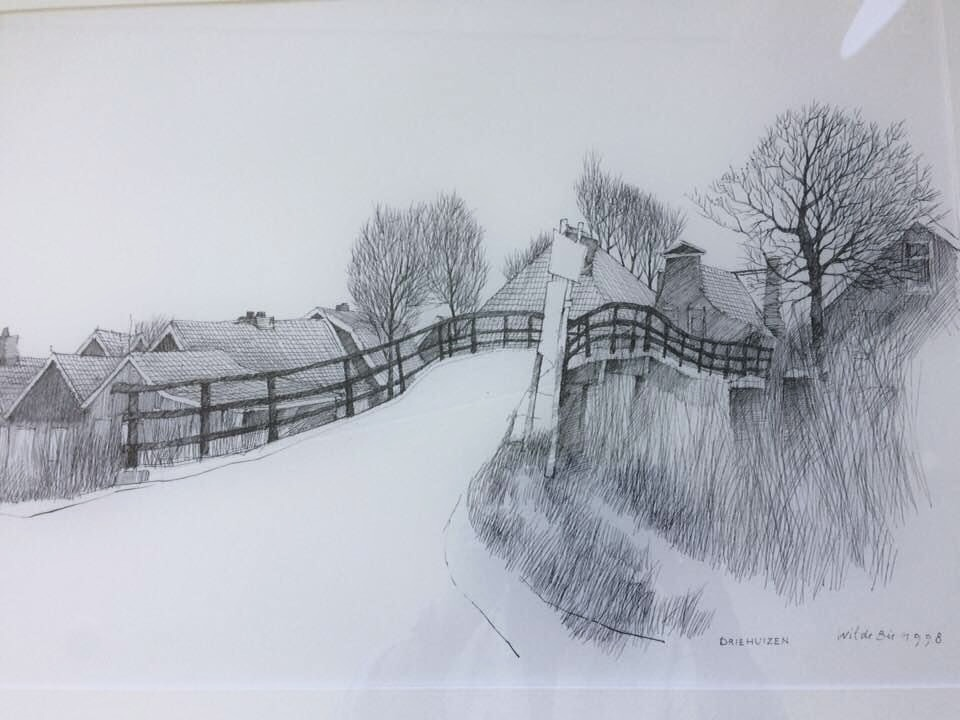
Brug in Driehuizen 1998
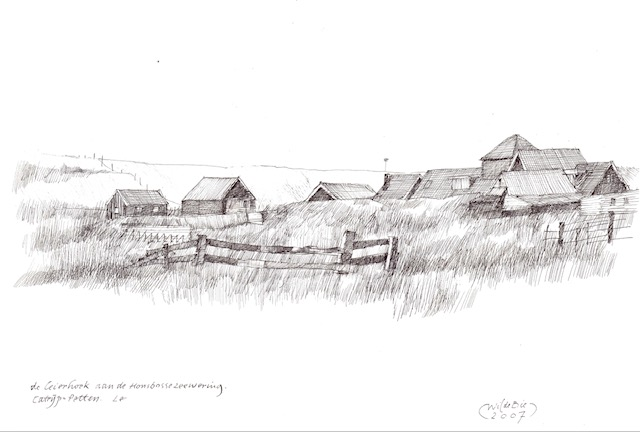
Leierhoek Hondsbosschezeewering te Petten 2007
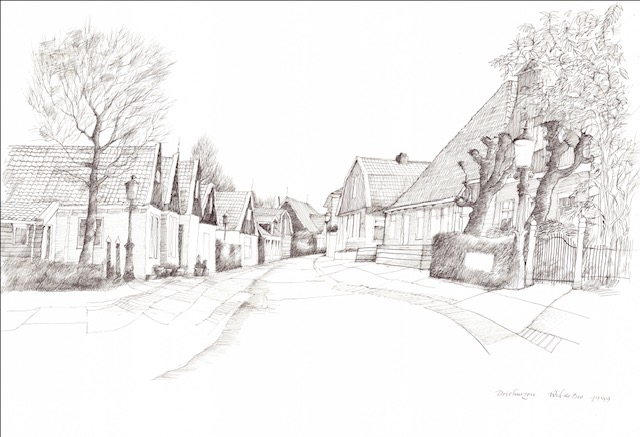
Driehuizen 1999
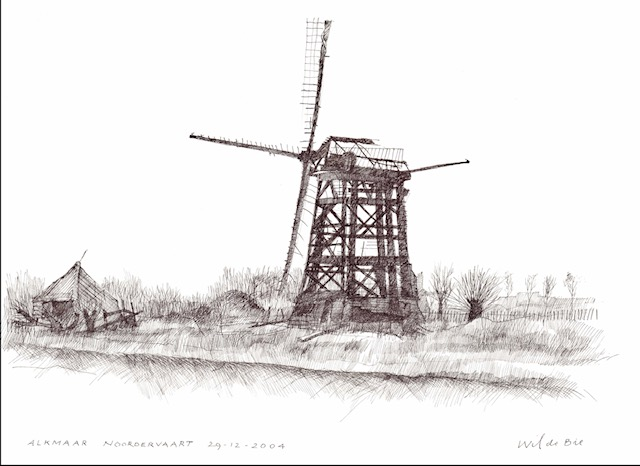
Afgebrande molen Noordervaart Alkmaar 2004
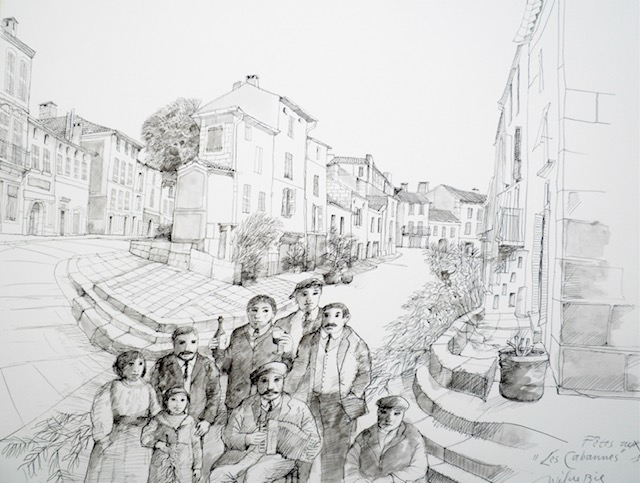
Les Cabannes en Fête
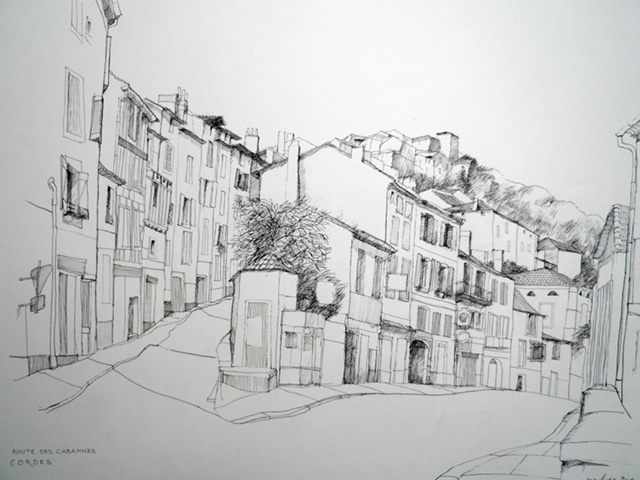
Cordes sur Ciel, Route de Cabannes
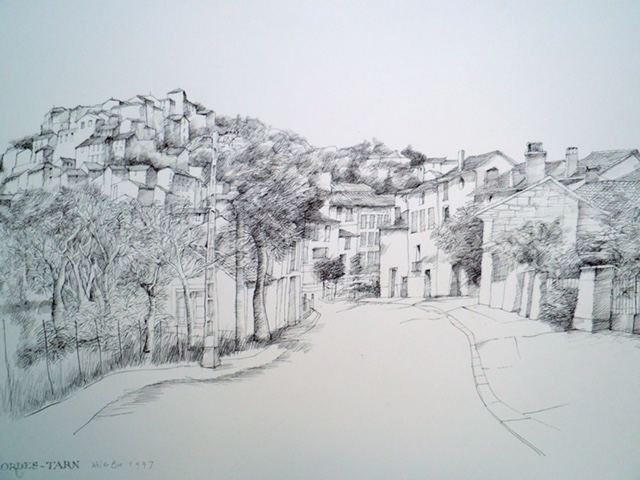
Cordes sur Ciel, vue sur le village
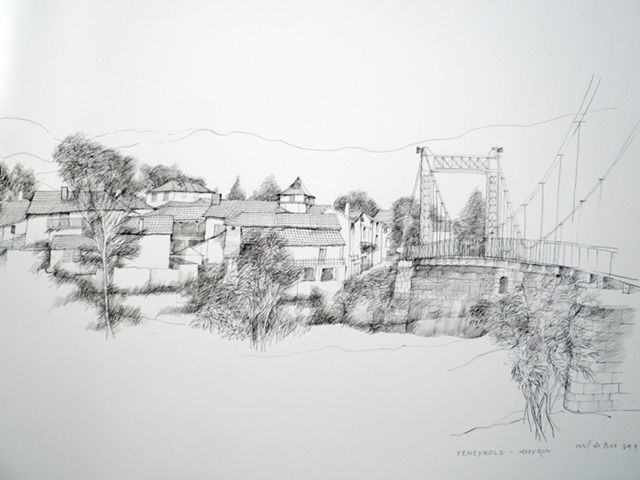
Féneyrols Aveyron
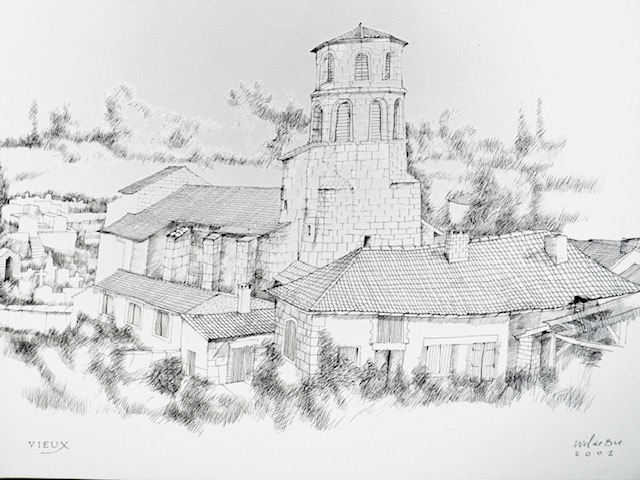
Vieux 2001